# Iwakura-missie
De Iwakura-missie (Japans: 岩倉使節団, Iwakura Shisetsudan) was een diplomatieke reis rond de wereld die in 1871 werd ondernomen door leden van de Japanse oligarchie. De missie maakte deel uit van de Meiji-restauratie, waarbij Japan zich meer open ging stellen voor het buitenland.
Hoewel er meerdere van dit soort missies plaatsvonden, is de Iwakura-missie een van de bekendste en mogelijk ook de belangrijkste voor de modernisering van Japan. De missie was een idee van de Nederlandse missionaris en ingenieur Guido Verbeck, en mogelijk gemodelleerd naar de Grote Ambassade.

## Leden van de missie

Iwakura Mission. Het hoofd van de missie was Iwakura Tomomi, getoond in deze prent gekleed in traditionele Japanse dracht.

Wat deze missie zo belangrijk maakte was de eminentie van de deelnemers. Prins Iwakura Tomomi, gekozen als de leider van de missie, was een van de belangrijkste leden van de regering. Op zijn aanbeveling werden vier vice-ambassadeurs toegevoegd, namelijk Ōkubo Toshimichi, Kido Takayoshi, en Itō Hirobumi, die ook ministers waren in de Japanse regering, en Yamaguchi Naoyoshi. Yamaguchi was de afgevaardigde van het Ministerie van Buitenlandse zaken, gespecialiseerd in internationale wetgeving. Voor hun vertrek dwongen zij de thuisblijvende regering te beloven in hun afwezigheid geen nieuwe bestuurlijke initiatieven te nemen en de opheffing van de Han keurig af te werken. Iwakura stelde ook een delegatie samen van veelbelovende specialisten zoals Tanaka Fujimaro van het Ministerie van Onderwijs en zijn entourage van inspecteurs. Linguïsten waren ook een integraal deel van de missie. Naast het personeel van de missie werden er ook ongeveer 60 studenten meegebracht. Verscheidene van hen bleven achter om hun opleiding te vervolledigen in de vreemde landen. De geschiedkundige Kume Kunitake werd aangesteld als de diarist. Hij hield een gedetailleerd logboek bij van alle gebeurtenissen en indrukken. Daarenboven werd ook een aantal administrateurs en geleerden meegestuurd, in totaal bestond hun groep uit 48 mensen.
Naast de 48 leden van de missie, reisden er ook 60 studenten mee. Enkele hiervan bleven bij een bezoek aan een land achter om daar een opleiding te gaan volgen. Zo bleven er onder andere vijf jonge vrouwen achter in de Verenigde Staten, waaronder de toen 7 jaar oude Tsuda Umeko. Zij richtte bij haar terugkeer in Japan in 1900 het Tsuda College op.
Kaneko Kentaro bleef eveneens achter in de Verenigde Staten om te gaan studeren. Hij ontmoette hier Theodore Roosevelt op de universiteit. De twee werden vrienden, wat later leidde tot Roosevelts conflictbemiddeling aan het eind van de Russisch-Japanse Oorlog.
Nakae Chomin, een van de leden van de administratie en de minister van justitie, bleef in Frankrijk om het Franse rechtssysteem te bestuderen. Later werd hij journalist, denker en vertaler.

### Reis

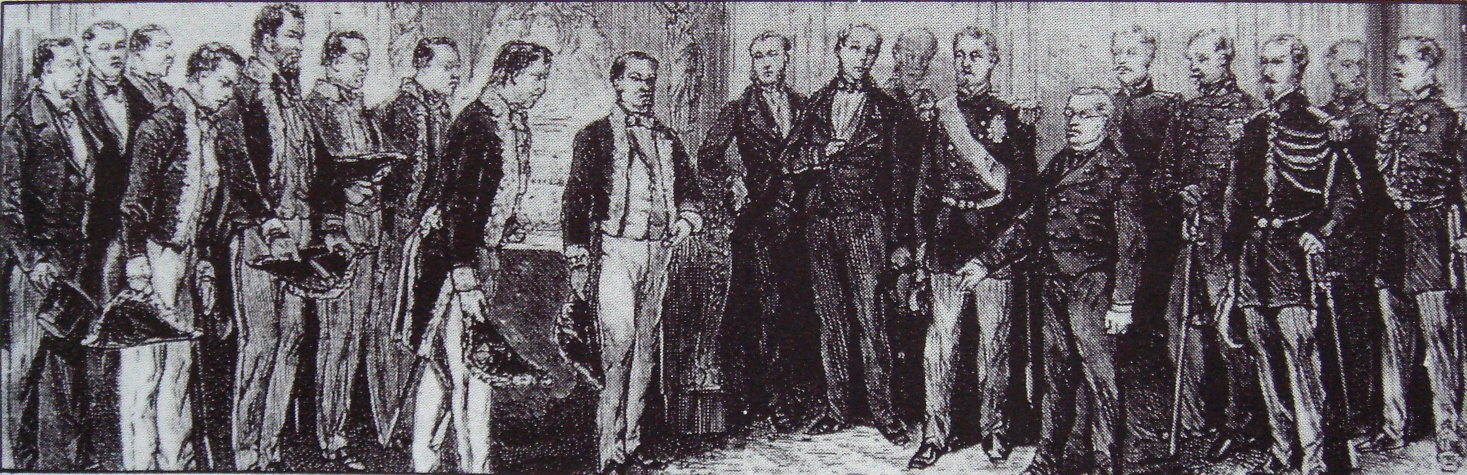
De Iwakura-missie bezoekt de Franse Thiers in 1873.

Op 23 december 1871 zeilde de missie van Yokohama naar San Francisco. Er werd verwacht dat de missie een jaar tot 20 maanden zou duren, wat uiteindelijk werd verlengd tot twee jaar. De gezanten bereikten San Francisco op 15 januari 1872 en trokken daarna naar Washington D.C., waar ze op 29 februari van datzelfde jaar aankwamen.
Hierna trokken ze naar Engeland, waar ze uiteindelijk op 17 augustus in Liverpool arriveerden. De opgelopen vertraging was te wijten aan het langdurige verblijf van de afgevaardigden in de Verenigde Staten. De tweede helft van augustus was echter voor een veelheid van redenen de slechtst mogelijke tijd voor een officieel bezoek naar Londen. Het Parlement was namelijk in reces tot eind oktober, en de kabinet ministers waren regelmatig niet in de hoofdstad. Bovendien was Koningin Victoria al vertrokken op 15 augustus naar Schotland voor haar zomervakantie. Daarnaast was ze doorgaans niet beschikbaar voor audiënties, sinds de dood van haar gemaal. Iwakura en zijn adviseurs oordeelden dat zij geen beleidskwestie ter sprake zouden brengen tot ze hun audiëntie hadden gehad met de koningin. Hierdoor hadden de leden van de zending veel tijd voor uitgebreide bezoeken in het hele land, bijvoorbeeld naar Liverpool, Manchester, Glasgow, Edinburgh en Newcastle upon Tyne. Op 5 december kregen de gezanten de kans om Koningin Victoria officieel te ontmoeten.
Twee weken later zetten ze uit naar Frankrijk. Hierna verbleven ze een korte periode in België (vanaf 18 februari 1873) en vervolgens in Nederland (vanaf 24 februari). Vanaf 7 maart verbleef de missie drie weken in Duitsland. Aan het einde van hun verblijf in Duitsland vernam Iwakura dat er een lid van de missie teruggezonden moest worden naar aanleiding van geschillen in het Japanse ministerie. Na een periode van discussie, kwam men overeen dat Ōkubo, een van de vice-ambassadeurs, zou terugkeren. Hij reisde alleen verder naar Frankfurt am Main en verder door naar Marseille, waar hij aan boord ging van het schip dat hem terug naar Japan zou voeren.
De rest van de groep trok ondertussen naar Rusland, waar ze twee weken vertoefden. Verdere druk werd uitgeoefend op de delegatie aan het einde van het verblijf in Rusland waardoor nog een vice-ambassadeur, namelijk Kido Takayoshi, gedwongen werd om onmiddellijk naar Japan terug te keren. Ondanks de grote haast voor zijn terugkeer, trok hij met zijn entourage op zijn gemak door Europa. Hij reisde door Oostenrijk-Hongarije en Italië, waarna de tocht werd verdergezet door Zwitserland. Ze bezochten Chaumont, Parijs, Lyon en Marseille vooraleer ze aan boord gingen van de stoomboot die hen naar huis zou brengen.
Iwakura en zijn kompanen gingen echter verder door naar Pruisen en vervolgens Denemarken. De gezanten trokken ook naar Zweden, waarna ze naar Italië reisden. De groep ging net als Kido Takayoshi en zijn gevolg naar Oostenrijk-Hongarije. Op 15 juli bezochten ze Lyon en op de 20ste van diezelfde maand vertrokken ze vanuit Marseille per schip terug naar Japan. Op de terugreis bezocht het gezantschap Egypte, Aden, Ceylon, Singapore, Saigon, Hongkong en Shanghai. De Iwakura-missie kwam thuis 13 september 1873, bijna twee jaar na hun vertrek uit Yokohama.

## Doel en resultaten
De motieven achter de missie verschilden door de tijd heen en naar het standpunt van de persoon in kwestie. Ze kunnen in elk bezocht land anders gezien worden. In het algemeen echter waren er drie doelstellingen, namelijk ten eerste om een hoog niveau van internationale erkenning voor Japans herstelde keizerregime te verzekeren, ten tweede om voorbereidende discussies te openen met zicht op de revisie van de zogenaamde 'Ongelijke Verdragen' (fubyoudoujouyaku, 不平等条約) en ten derde om de westerse beschaving te bestuderen, de waardevolle zaken over te nemen in de Japanse samenleving om de modernisatie te beïnvloeden en de basis van de 'verlichte beschaving' te verduidelijken. Men wilde onder andere informatie verkrijgen over westers onderwijs, technologie, cultuur, militaire structuur en economie.
Deze eerste doelstelling was erg belangrijk, dit kan men afleiden van het feit dat de missie grotendeels was samengesteld uit de voornaamste kopstukken in de Meiji-restauratie. De tweede beweegreden was echter niet vanaf het begin gepland, aangezien Iwakura meende dat de herziening ervan kon worden uitgesteld tot de missie naar huis terugkeerde, wat in het begin maar een goed jaar zou zijn.

## Verloop van de missie in verschillende landen

### Verenigde Staten
Het gezantschap verbleef ongeveer zes maanden in de Verenigde Staten. Bij hun aankomst werden ze warm en enthousiast verwelkomd, vooral door de zakenmannen. De ontvangst van politieke kant was nog hartelijker dan dat. Er waren verschillende motieven voor hun bezoek aan de Verenigde Staten. Voor 'Verlichting en Vooruitgang' was een van de belangrijkste en meest voorkomende. Het werd een soort slagzin gebruikt door de leden van de missie voor een bepaalde mentaliteit vereist in de moderne wereld. De herziening van de verdragen werd ook naar voren gebracht en hoewel de delegatie op dit vlak geen succes geboekt heeft, kregen de Japanners toch bijzonder veel steun van het Congres. De instantie stemde dat het geld ontvangen voor de schadevergoeding geëist van de Japanse overheid na de slag bij Shimonoseki in zijn geheel zou worden teruggegeven aan het Japanse gezantschap. Door hun zoektocht naar verlichting en vooruitgang ontdekten de Japanners nieuwe facetten van de westerse leefwereld. Een gevolg hiervan is bijvoorbeeld het herroepen van het verbod op het christendom in 1873. De gezanten zagen in dat Japan de westerse mogendheden niet nodeloos mocht provoceren met dit verbod. De herroeping was mogelijk omdat het christendom gewoonweg niet gezien werd als een sociale dreiging. De leden van de Iwakura-missie waren niet erg onder de indruk van het christendom, ze waren eerder opgelucht. Dit wil niet zeggen dat ze de functie ervan onderschatten in de westerse samenleving over het algemeen, het betekent echter dat ze bewust waren van de mogelijke tegenstrijdigheden tussen de christelijke doctrines en de vooruitgang zoals zij die zagen.

### Verenigd Koninkrijk
Na hun lange verblijf in de Verenigde Staten trok de missie verder naar het Verenigd Koninkrijk. Daar verbleven ze iets langer dan vier maanden, van 17 augustus tot 16 december 1872. Ondanks het feit dat ze al meermaals hadden kennis gemaakt met de westerse samenleving, waren de leden van de Iwakura-missie toch sterk onder de indruk van de welvaart van het Victoriaanse Verenigd Koninkrijk. In die tijd hadden de gezanten een zeer druk programma van allerlei officiële gelegenheden zoals het bezoeken van bedrijven en musea, het bijwonen van banketten, het maken van toespraken en dergelijke. Deze evenementen leidden uiteindelijk tot de audiëntie met koningin Victoria op 5 december.
De Britse pers was zeer gedreven om de invloed die het bezoek van de afgevaardigden mogelijk zou hebben op de Anglo-Japanse relaties. Dit is duidelijk af te leiden van dit citaat uit de Times: "een gezantschap van dergelijke mensen zou in zo'n tijd altijd de hoogste overweging eisen; maar het karakter van personen die als gezanten uitgekozen zijn verbetert hun eis."
De motieven van de missie waren in de Verenigde Staten langzamerhand veranderd, aangezien men uiteindelijk besloot om zich niet overhaast te storten op de herziening van de ongelijke verdragen. Hierdoor kreeg de missie de kans om de westerse maatschappij en vooral de industrie beter ten bestuderen. Dit kan men lezen in de brief die de Iwakura-missie kort voor hun verblijf in het Verenigd Koninkrijk aan President Grant had voorgelegd: "het is ons doel uit de diverse instellingen die in de bestaande naties heersen te selecteren om op die wijze de best geschikte te vinden voor onze huidige situatie en deze ons eigen te maken met geleidelijke hervormingen en amendementen." De interesse in de westerse mode en gewoonten was sterk gestegen. Die stijging gebeurde echter zo snel, misschien wel overhaast, dat de meningen in de Japanse regering scherp verdeeld werden. Er waren met andere woorden de uitgesproken radicale en de traditionele facties. Dit fenomeen kwam ook in het gezantschap voor.
Ondanks het feit dat ze op een missie waren in het buitenland, waren de gezanten nog steeds sterk betrokken bij gebeurtenissen in Japan. Hun aankomst in het Verenigd Koninkrijk bijvoorbeeld viel samen met belangrijke ontwikkelingen in Japan, zoals de proclamatie van de 'Verordening van het Onderwijs' en de opening van de Yokohama - Tokio spoorweg. Dit was de eerste regelmatige spoorwegdienst. De gezanten van de Iwakura-missie voerden hun opdracht uit met de veranderingen in hun thuisland altijd in het achterhoofd. De argumenten voor en tegen toekomstige hervormingen pasten de vragen tijdens de observaties in het Westen voortdurend aan.
De kwestie van de Japanse studenten in het Verenigd Koninkrijk was ook een belangrijk aandachtspunt. De meesten van hen waren naar het buitenland gestuurd door hun respectievelijke domeinen, die in 1871 waren afgeschaft. Hierdoor werd de Meiji regering verantwoordelijk voor hun onderzoek. In een verslag voorbereid in december 1871 vestigde Hatakeyama Yoshinari de aandacht op het feit dat er al meer dan 80 studenten waren in het Verenigd Koninkrijk die daar hun tijd verspilden. Itō Hirobumi deelde deze mening en bouwde ze verder uit tijdens het verblijf in het Verenigd Koninkrijk. Hij verzond zijn eigen aanbevelingen naar Tokio. Deze werden de basis voor een nieuwe set van voorschriften voor overzeese studenten in 1873.
Van de kant van de studenten kwam de groeiende vraag om het Japans te hervormen en de Chinese karakters te vervangen met Romaanse letters. De meest prominente voorstander van het 'verwesteren' van de Japanse taal was Mori Arinori. Hij ging zelfs zover als te zeggen dat Engels het Japans zou moeten vervangen. Dit lokte echter een defensieve reactie uit van Baba Tatsui. Hij schreef namelijk het eerste systematische Japanse grammatica boek, uitgegeven in 1873. Maar de student die de grootste impact heeft gemaakt op de Iwakura-missie is waarschijnlijk wel Minami Teisuke van de Chōshū-clan. Hij voegde zich aan het gezelschap toe in de Verenigde Staten en reisde met hen mee naar het Verenigd Koninkrijk. Tijdens die reis was hij vaak in gesprek verwikkeld met twee Amerikaanse ondernemers, namelijk de gebroeders Bowles. Waarom dit was, werd al snel duidelijk toen de gebroeders een afdeling van de American Joint National Bank oprichtten in het Britse Charing Cross. Minami werd aangenomen als manager. Hij overtuigde veel Japanners in Londen om hun geld bij die bank te storten. Hij was niet alleen op zakelijk vlak, maar ook op privé een populair gespreksonderwerp. Dit deels doordat hij op 20 september 1872 trouwde met de Engelse Liza Pitman van Surrey. Hiermee werd hij de eerste om zich te registreren bij het Ministerie van Buitenlandse Zaken, nadat internationale huwelijken werd gelegaliseerd in 1873.
Aangezien koningin Victoria niet beschikbaar was voor een audiëntie, ging een aantal van de belangrijkste leden van de Iwakura-missie op een toer door het Verenigd Koninkrijk vergezeld door drie Britse ambtenaren. Generaal George Alexander had de rol van officiële gastheer,  W.G. Aston van de Engelse legatie in Tokio ging mee als tolk en Sir Harry Parkes, aangewezen als Engelse minister in Japan. Hij was het de uiteindelijk alles regelde voor de reis door Lancashire, Schotland, het noordoosten van Engeland, Yorkshire en de West Midlands. Deze doortocht was grotendeels gericht op de industrie en de fabrieken. De gezanten kregen de moderne en welvarende kanten van het Verenigd Koninkrijk te zien in hun volle glorie. Dit is echter niet het enige dat werd gezien. Op 12 december, nadat het al donker was geworden, nam Alexander Kido, Ōkubo en Hatakeyama mee voor een uitstap naar de armere straten en steegjes van East End. Deze ervaring zorgde voor een soberder en realistischer kijk op het leven in het Verenigd Koninkrijk.
In de laatste weken in het Verenigd Koninkrijk werd het snel duidelijk dat tijdens hun afwezigheid de American Joint National Bank was ingestort. Dit kostte vele Japanners een aanzienlijke som van geld. Het gezantschap en de Japanse studenten zouden hun geld nooit terugkrijgen, maar dankzij de inspanningen van Ōkubo, die zijn status als minister van Financiën gebruikte, werd er een lening van £ 15.000 verzekerd. Hierdoor werden onmiddellijke problemen en ontberingen vermeden.

### België
Hoewel het gezantschap maar acht dagen spendeerde in België, van 17 tot 24 februari, wijdde Kume Kunitake drie hoofdstukken aan dit land. Het eerste hoofdstuk heette Berugī sōsetsu, vertaald wordt dit een algemene beschrijving van België. Het is een algemene verhandeling een over het land, de geschiedenis, topografie, industrie, landbouw, levenswijze, politieke instellingen, ethiek en godsdienst. De andere twee hoofdstukken zijn geschreven in dagboekstijl en gaan over de bezoeken aan bedrijven, vestingwerken en andere noemenswaardige plaatsen.
De Iwakura-missie was niet de eerste Japanse missie die besliste om België te bezoeken. Enkele jaren ervoor, in 1865, bezocht een deel van een Satsuma-missie België. Er werden besprekingen gehouden met regeringsvertegenwoordigers, en er werd zelfs een contract voor de totstandbrenging van een Satsuma-Belgisch gemeenschappelijke onderneming ondertekend. In 1876 had het Bakufu naar de Exposition Universelle ook een goodwillbezoek aan België gebracht.
De Satsuma-missie was echter niet officieel, in tegenstelling tot de Bakufu- en de Iwakura-missie, waarvan het doel was om de goodwill te bevorderen, internationale erkenning te verkrijgen en om het materiële, spirituele en ook de militaire kanten van het Westen te bestuderen, met oog op de verdere modernisering van Japan.
Hoewel de Bakufu-missie nadruk legde op de militaire aspecten, was de Iwakura-missie meer geïnteresseerd in de industrie, namelijk de koolmijnen, de ijzergieterijen, glasfabrieken en textielfabrieken. Op het vlak van industrie was België een land dat het gezantschap niet kon overslaan. België was namelijk de tweede staat in Europa, na het Verenigd Koninkrijk, om zich te industrialiseren, en de eerste op het continent. De koolmijnen, ovens, glasfabrieken, wol-, katoen-, en linnenmolens waren bij de modernste van Europa.
Er waren verschillende redenen waarom België de leden van de missie graag zou ontvangen. Een daarvan is natuurlijk nabootsing, België kon niet onderdoen voor de andere landen die het gezantschap had bezocht. Daarnaast was het belangrijkste motief economisch, meer dan voor andere landen voor wie de kwesties van hegemonie, internationale prestige en invloed of historische banden een sterkere rol speelden dan zij voor België deden. België streefde overzee naar nieuwe afzetgebieden voor zijn hoofduitvoer en zware industrie, in een poging tot het verzachten van de gevolgen van de economische crisis van 1867, die een tijdelijk eind had gemaakt aan het uitbouwen van de spoorwegen.
Op 23 februari had Iwakura een interview met vertegenwoordigers van de Belgische regering. Aangezien de toenmalige minister van buitenlandse zaken, Guillaume d'Aspremont Lynden, ziek was, werd hij vervangen door Auguste Lambermont. Deze was secretaris-generaal van het Ministerie van Buitenlandse Zaken.
Op 24 februari werd het verblijf van de Iwakura-missie in België beëindigd, met hoop op goede relaties tussen beide landen in de toekomst.